# ベッソス

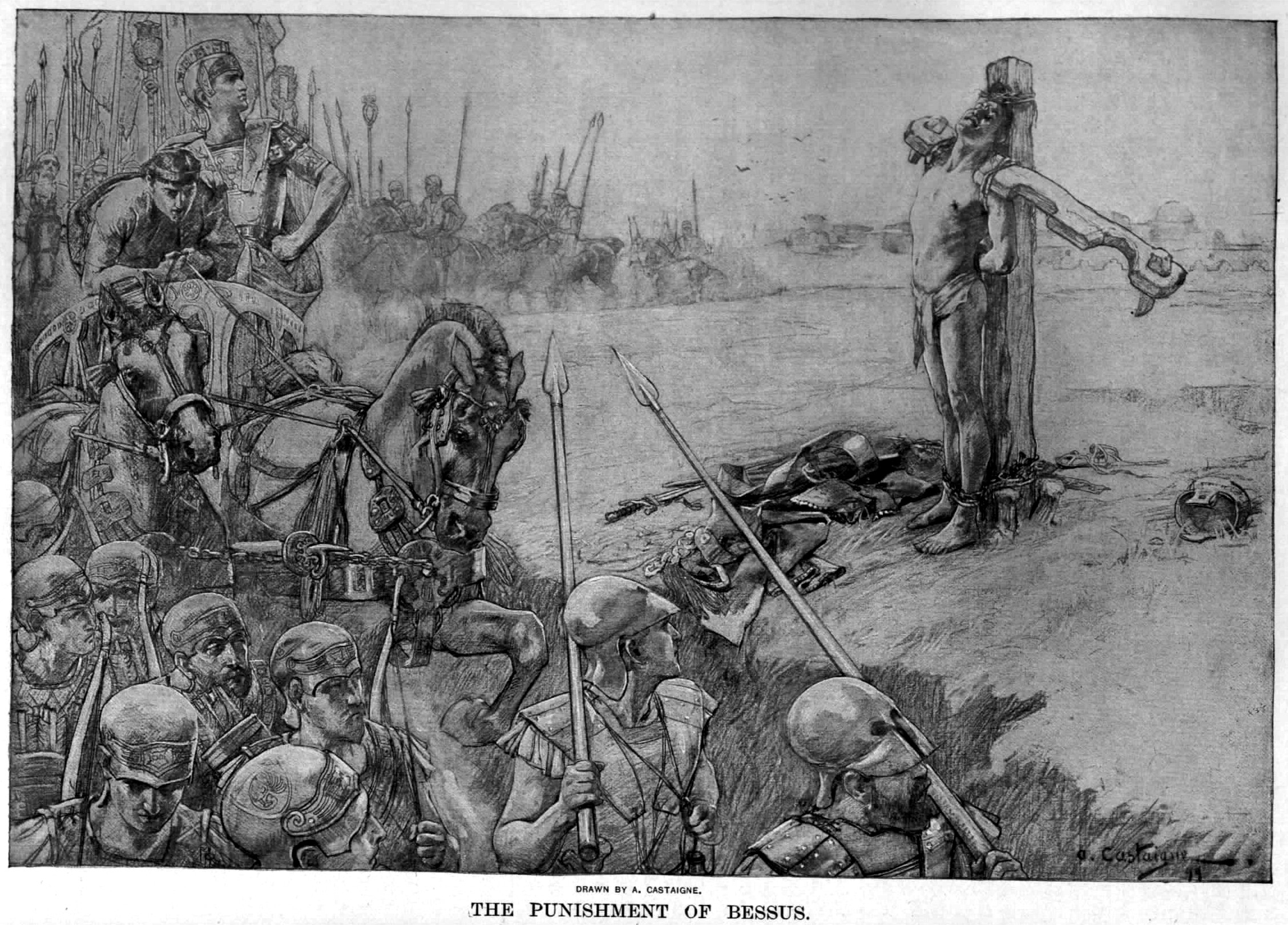
アレクサンドロス軍に磔にされ処刑されるベッソス

ベッソス（Bessus, ? - 紀元前329年夏）は、アケメネス朝ペルシアのバクトリアの総督（サトラップ）。ペルシア王ダレイオス3世がガウガメラの戦いでマケドニア王国のアレクサンドロス大王に敗れると、ダレイオス3世を謀殺して自ら王を名乗ったが、アレクサンドロスの追討を受けて殺害された。

## 来歴
アケメネス朝末期のバクトリア総督であったベッソスは、アレクサンドロス大王の東征が始まるとダレイオス3世によって招集されて軍の指揮を執った。アレクサンドロスの遠征中最後の大会戦となった紀元前331年のガウガメラの戦いでは、騎兵を中心とするバクトリア兵やスキタイ兵によって構成された左翼部隊の指揮を執り、マケドニア軍を大いに苦戦させたが本隊が壊走し、最後はマケドニア軍の勝利に終わった。
ベッソスはダレイオス3世らとともに戦場から離脱して東へと逃げたが、大軍を擁しながら敗北を続けたダレイオス3世の権威は既に失われており、紀元前330年、ベッソスは仲間と共謀してダレイオス3世を暗殺し、ソグディアナの有力者スピタメネスや総督のオクシュアルテスらと同盟を結び、自らペルシア王を名乗って名前をアルタクセルクセスとした。
しかしアレクサンドロスはダレイオス3世の死体を発見すると盛大な葬儀を執り行ってダレイオス3世を葬り、「その仇を討つ」という名目によってベッソス追討の命令を出し、更に東へと進んだ。アレクサンドロスがヒンドゥークシュ山脈を越えてバクトリアに侵入すると、ベッソスは抵抗を諦めて逃亡し、スピタメネスやオクシュアルテスとともにオクサス川（アムダリヤ川）の船を焼き払ってナウタクへと逃れた。
しかし同盟者スピタメネスの裏切りによって捕らえられ、手土産としてアレクサンドロスに引き渡された。そして紀元前329年、耳と鼻をそぎ落とされ、ダレイオス3世が殺された場所に磔にされたとされる。
なお、ベッソスはペルシア王アルタクセルクセスを称してはいるが、一般にペルシアの王としては数えられていない。